# Biserica Universală a Împărăției lui Dumnezeu
Biserica Universală a Împărăției lui Dumnezeu (în portugheză Igreja Universal do Reino de Deus, acronim IURD) este o denominație creștină, cu sediul în Templul lui Solomon, Brazilia.